# Mod wsgi
mod_wsgiとは、WSGI (Web Server Gateway Interface) インターフェースに準拠した PythonのプログラムをApache HTTP Serverで動作させるためのモジュールである。Graham Dumpleton により開発され、Apache License 2.0で配布されている。mod_wsgiは、比較的古いソフトウェアであるmod pythonや、FastCGIでPythonを動かしたりするよりもシンプルで高速であり、設定も洗練されている。